# レオン・プルトー
レオン・プルトー（フランス語: Léon Pourtau, 1872年 - 1898年7月4日）はフランスの音楽家、画家である。点描技法を用いた「新印象派」の画家の一人である。1898年に549人が犠牲になった 客船「ラ・ブルゴーニュ」号の海難事故の犠牲者になった。

## 略歴
ボルドーで生まれた。初め印刷会社で働いたが、15歳でパリに出て画家を目指した。カフェの装飾画の仕事をするうちに、カフェで演奏する音楽家の仲間に入りクラリネット奏者になった。1年ほどサーカスの楽団の団員として、フランス各地を旅した。パリの音楽院で学び、22歳でリヨンの音楽院の教師になった。
画家への情熱は持ち続け、音楽の仕事のなかでも作品を描き続け、1890年にはジョルジュ・スーラと親しくなり点描の技法で作品を描くようになった。1890年代の後半には画家としてアメリカのコレクターからも注目されるようになった。1896年に音楽院のオーケストラとアメリカでの演奏旅行をした時、プルトーは絵画を携え、フィラデルフィアでの定期展覧会に出展した。フランスの帰国のために「ラ・ブルゴーニュ」号に乗船し、船はセーブル島の沖で、帆船と衝突し沈没し、700人の乗客、乗員のうちプルトーを含む549人が犠牲となった。26歳だった。

## 作品

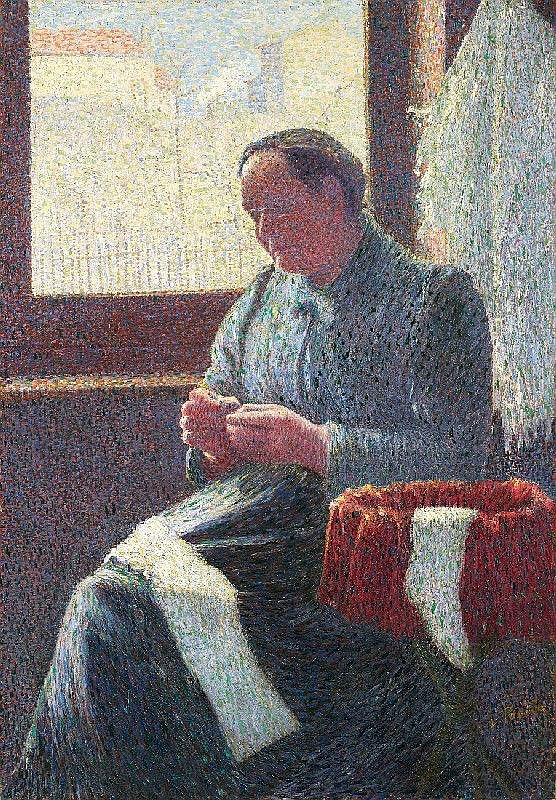
Madame Vallad (1890)
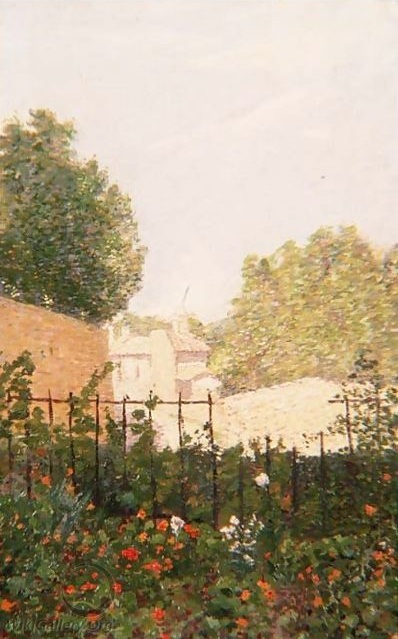
庭園(1890)
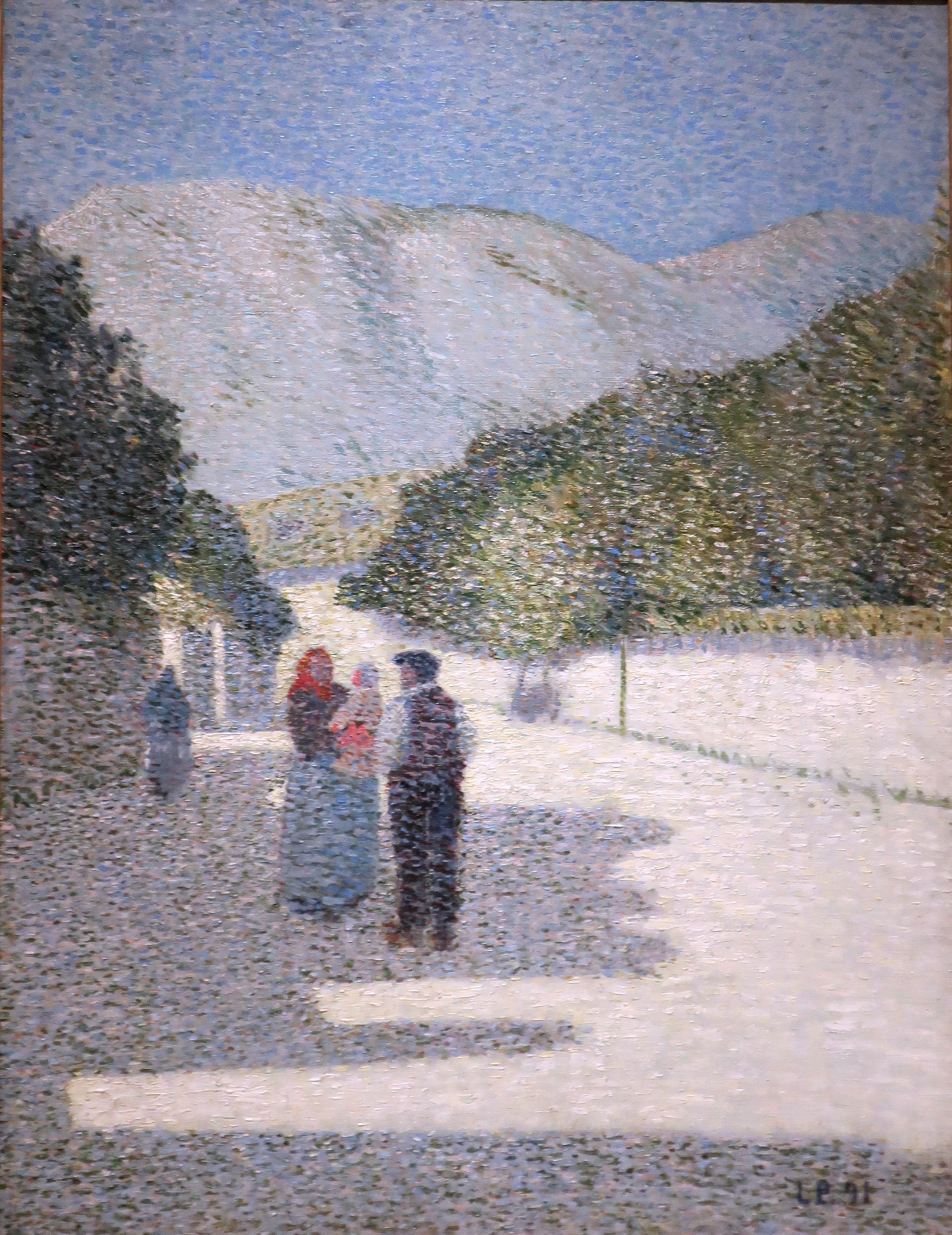
プロヴァンスの風景
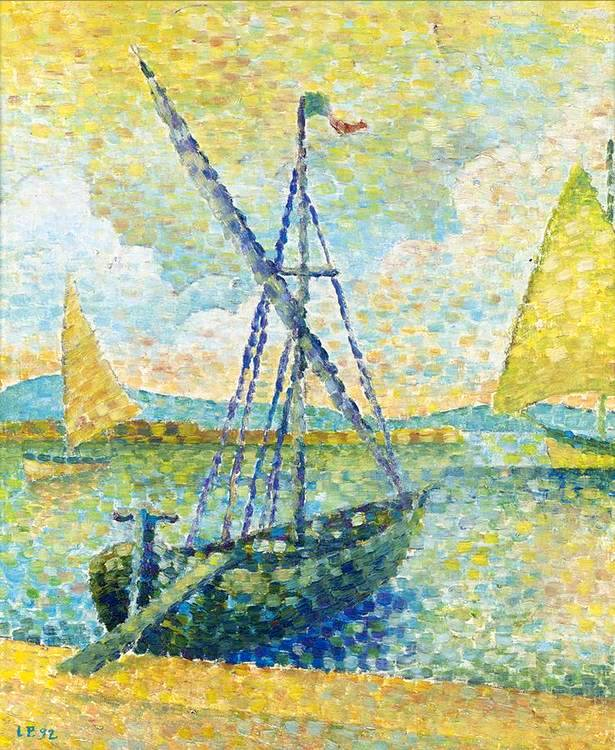
サントロペ　(c.1895)

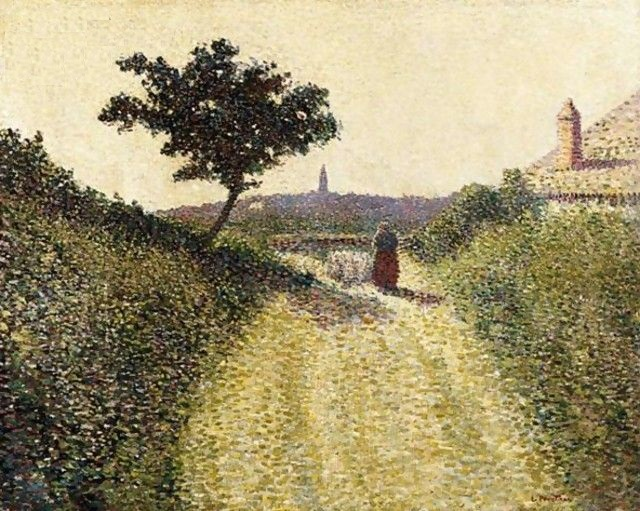
小道
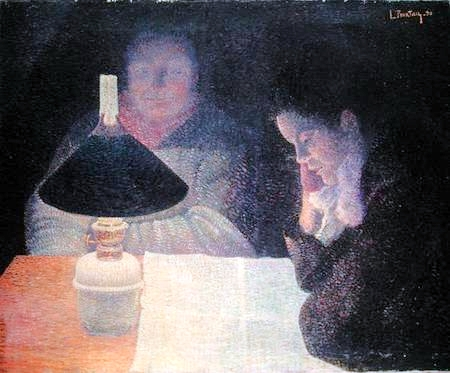
ランプの下の読書
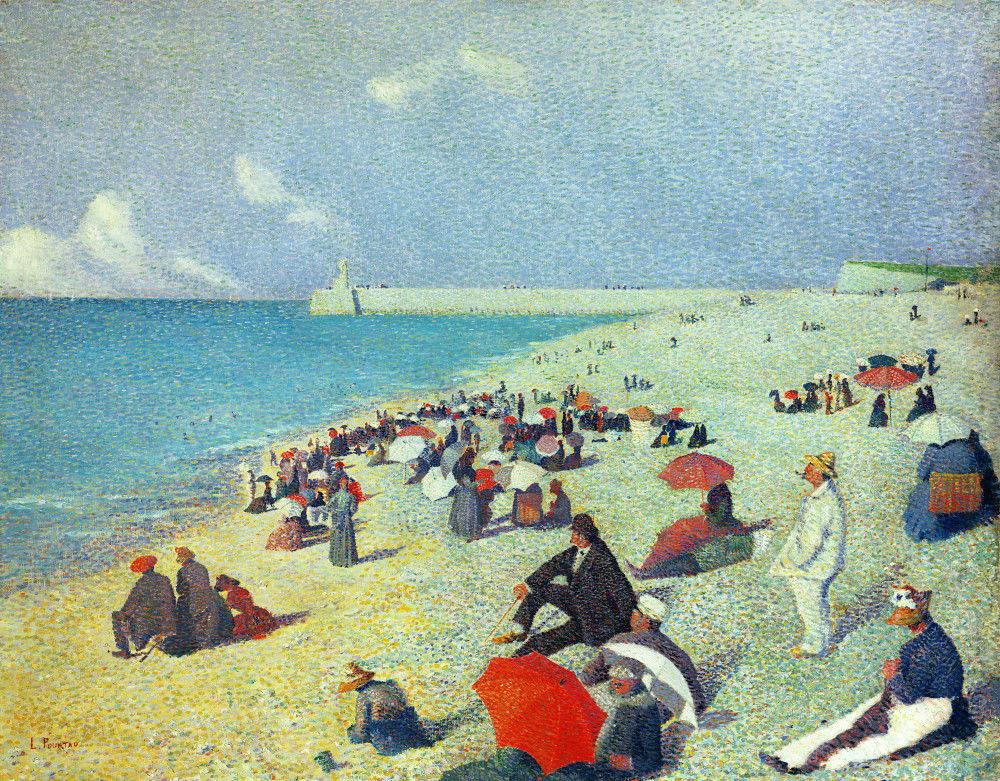
浜辺で